# 克拉拉 (密西西比州)
克拉拉（英語：Clara）是位於美國密西西比州韋恩縣的普查規定居民點。

## 歷史
克拉拉的郵局自1896年營運至今。

## 人口
根據2020年美國人口普查的數據，克拉拉的面積為10.08平方千米，皆為陸地。當地共有人口386人，而人口密度為每平方千米38.29人。